# Стойка, Цейя
Цейя Стойка (23 мая 1933, Краубат-ан-дер-Мур, Австрия — 28 января 2013, Вена) — австрийская цыганская писательница, художница, активистка и музыкант, пережившая Холокост.

## Жизнь
Стойка родилась в Краубате-ан-дер-Муре в Штирии, в 1933 году и была пятой из шести детей в семье Марии «Сиди» Риго Стойка и Карла «Вакара» Хорвата. Два её брата, Карл «Карли» Стойка и Иоганн «Монго» Стойка, также стали писателями и музыкантами.
Семья состояла из католиков ловари, членов клана Багарещи по отцовской линии и клана Гилецки по материнской линии. Стойки были торговцами лошадьми, их караван зиму проводил в Вене, а летом путешествовал по австрийской сельской местности — семья могла проследить свое австрийское наследие на протяжении более 200 лет. Вместе с матерью и четырьмя из пяти братьев Цейя Стойка пережила Холокост и интернирование в Освенциме, Равенсбрюке и Берген-Бельзене. Её отца отправили в концлагерь Дахау, а затем в замок Хартхайм, где он был убит. Её младший брат Осси умер в Освенциме-Биркенау в 1943 году.
Стойка, её мать и сестры были освобождены британцами из Берген-Бельзена в 1945 году, после чего вернулись в Вену. Цейя пошла в школу во второй класс, когда ей было двенадцать лет.
У Стойки было двое детей: дочь родилась в 1951 году, а сын Джано, джазовый музыкант, родился в 1949 году и умер от наркотиков в 1979 году. Цейя до 1984 года зарабатывала на жизнь как коммивояжёр, продающий ткани, а также ковры на рынках. Позже она жила в Вене как писательница, художница, певица и лектор.
В 1992 году она стала Представителем признания геноцида рома и синти от Австрии, а также стала спикером по борьбе с дискриминацией, от которой рома продолжают страдать по всей Европе.
Цейя умерла в Вене в 2013 году в возрасте 79 лет.

## Автобиографии
Стойка написала три автобиографии. Первая книга «Мы живем в изоляции: воспоминания ромни» была опубликована в 1988 году и стала одной из первых популярных работ, в которой были обнародованы проблемы, связанные с преследованием австрийских цыган нацистами. Публикация привлекла значительное внимание общественности из-за темы, а также из-за того, что её написала женщина, что нарушало цыганские традиции. Цейя продолжила исследовать эти вопросы в книгах «Путешественники по этому миру» (1992) и «Мне снится, что я жива — освобождена из Берген-Бельзена» (2005). Все три книги были опубликованы при помощи и с редактурой Карин Бергер.
Работы Стойки сравнивают с работами других рома, переживших Холокост, таких как Филомена Франц, Отто Розенберг, Уолтер Винтер и Альфред Лессиннг.

### Мемуары, написанные её братом

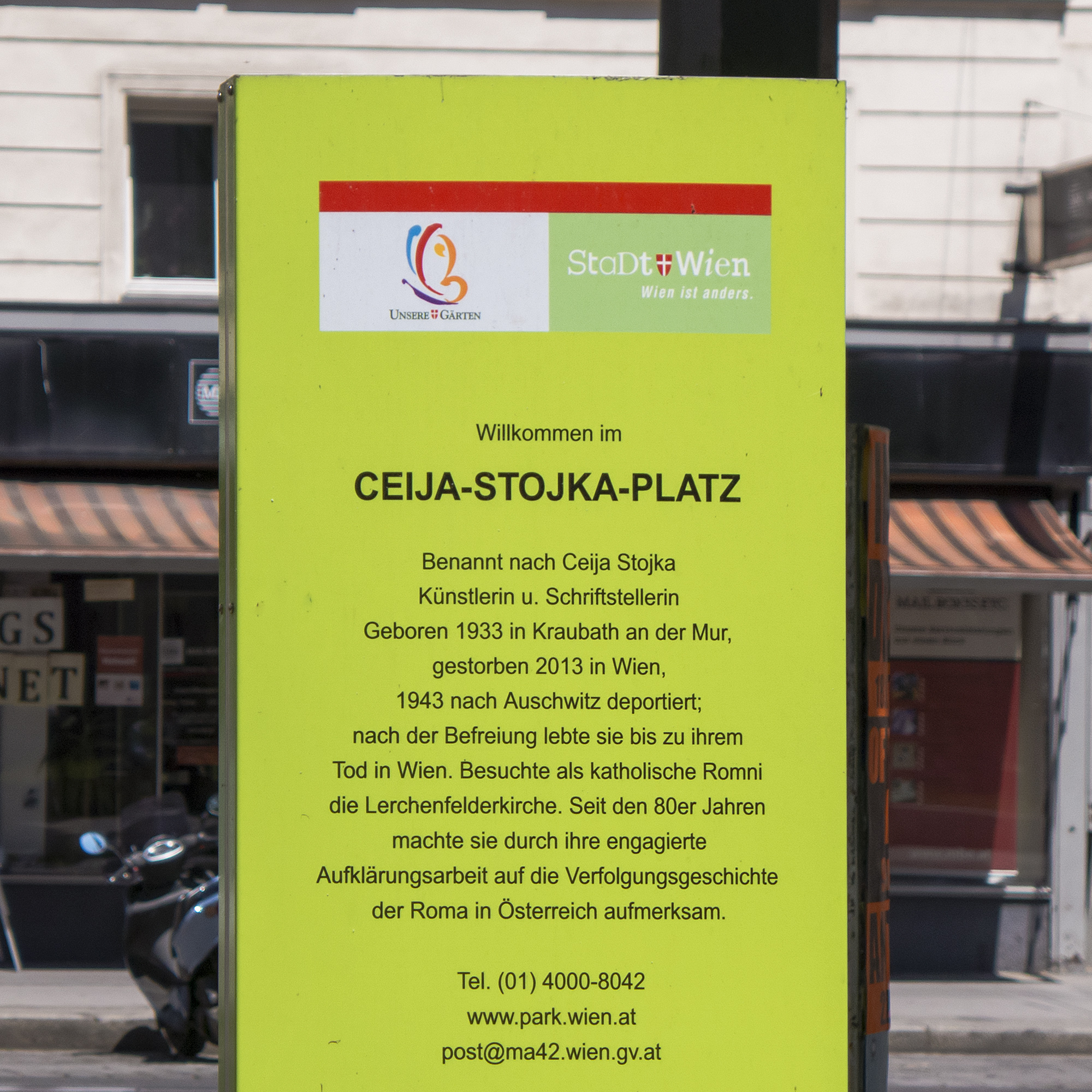
Памятный знак на площади Цейи Стойки в Вене, Австрия.

Два брата Стойки, Карл и Монго Стойка, также опубликовали автобиографии о том, как их семья пережила преследования австрийских цыган при нацистах. Карл Стойка, четвёртый ребёнок в семье, выпустил книгу Auf der ganzen Welt zu Hause в 1994 году. Монго Стойка, самый старший мужчина в семье, опубликовал в Остеррайхе в 2000 году книгу Papierene Kinder: Gluck, Zerstorung und Neubeginn einer Roma-Femilie. Эти перекрывающиеся автобиографии являются одной из редких возможностей сравнить воспоминания членов семей, переживших Холокост, и рассмотреть «отдельный и коллективный опыт крупного исторического травмирующего события», особенно учитывая, что только около 18 % австрийских цыган пережили нацистские преследования.

### Фильм
Австрийская писательница Карин Бергер, редактор нескольких книг Цейи Стойки, также известна как кинорежиссёр. Она опубликовала два документальных фильма о жизни и творчестве Цейи Стойки: Цейя Стойка, Австрия 1999, 85 мин. [Navigator Film] и Unter den Brettern hellgrünes Gras / The Green Green Gras Beneath, Австрия, 2005, 52 мин. [Navigator Film].
Стойка фигурирует в документальном фильме 2013 года «Не забывай нас», в котором рассказывается о нескольких неевреях, переживших Холокост.

## Искусство
Стойка начала рисовать в возрасте 56 лет, используя такие нетрадиционные инструменты для рисования, как пальцы и зубочистки. Она работала со «всем, что попадалось ей под пальцы», включая картон, стеклянные банки, открытки и солёное тесто.
Её работы основаны на немецком экспрессионизме и народном искусстве и изображают лагеря смерти, а также «идиллические» картины их семейной жизни до Холокоста в расписной повозке. Ретроспективная выставка 2014 года «Нам было стыдно» описала её работы как два цикла. Первый, озаглавленный «Даже смерть боится Освенцима», изображает её воспоминания о концентрационных лагерях и состоит в основном из чёрно-белых рисунков тушью и сравнительно небольшого количества картин, написанных маслом. Второй «Яркий цикл» включает в себя красочные картины маслом, изображающие природу, пейзажи, цыганские повозки, танцы и семью.
Её работы выставлялись по всей Европе, в Японии и США.
Она также выпустила компакт-диск с песнями ловари рома под названием Me Diklem Suno («Я мечтала»).
В 2018 году был создан Международный фонд Цейи Стойки, чтобы способствовать распространению знаний и влияния творчества Цейи Стойки (1933—2013).

## Награды
- Премия Бруно Крайского за политическую книгу за Wir leben im Verborgenen (1993).
- Премия Джозефа Фельдера за гражданские заслуги и работу на благо общества (2000)
- Золотая медаль за заслуги, врученная Федеральной землей Вена (2001)[9]

## Работы
- Wir leben im Verborgenen. Erinnerungen einer Rom-Zigeunerin (1988).
- Reisende auf dieser Welt (1992)
- Meine Wahl zu schreiben — ich kann es nicht (2003 — Gedichte)
- Me Diklem Suno (Аудио-CD)[23]
- Träume ich, dass ich lebe? Befreit aus Bergen-Belsen (2005).
- Auschwitz ist mein Mantel (монография с рисунками, картинами и стихами, под ред. Кристы Стиппингер, 2008)
- Sogar der Tod Hat Angst vor Auschwitz (монография на немецком, английском, романском языках с рисунками, гуашью, картинами, под ред. Лита Бальмана, Матиаса Райхельта, 2014)
- Ceija Stojka. Une artiste rom dans le siecle. A Roma artist in the century (монография на французском, английском языках с рисунками, гуашью, картинами, изд. Maison Rouge, 2018)